# Пентатриоконтан
Пентатриаконтан (С35Н72) — углеводород ряда парафинов, органическое химическое соединение класса алканов. Впервые был получен восстановлением хлорида пентатриаконтана, полученный в свою очередь реакцией пентахлорида фосфора со стеароном, в реакции с йодистым водородом и фосфором с нагреванием до 240 °C.

## Свойства
Химическая формула — CH3(CH2)33CH3.
При нормальных условиях плотность пентатриаконтана равна 0,813 г/см³. Температура плавления равна 74,4 °C, температура кипения — 489 °C. Молярная масса равна 492,96 г/моль.